# Marion Crane
Marion Crane (originalmente conocida como Mary Crane, también por el alias Marie Samuels) es un personaje ficticio en la novela de 1959 de Robert Bloch, Psycho. Fue interpretada por Janet Leigh en la adaptación dirigida por Alfred Hitchcock, Psycho. Más tarde fue interpretada por Anne Heche en el remake de 1998, Psycho, y por Rihanna en la serie de televisión Bates Motel (2017).
Marion fue concebida por Bloch como una falsa protagonista, y es la hermana de la verdadera protagonista, Lila Crane. La interpretación de Leigh es la más conocida, estableciéndola como una de las primeras scream queens y al personaje como un icono cultural. Leigh recibió un Globo de Oro a la mejor actriz de reparto y una nominación al Óscar a la mejor actriz de reparto por su papel.

## Biografía
En la película, Marion vive en Phoenix, Arizona, como secretaria y es infeliz en su relación con Sam Loomis (John Gavin), un divorciado demasiado endeudado para casarse con ella. Marion trabaja en una oficina inmobiliaria. Un día, su jefe, George Lowery (Vaughn Taylor) llega con Tom Cassidy (Frank Albertson), un cliente adinerado que va a comprar la propiedad de Harris St., una de las casas de Lowery en venta por $40.000 como regalo de bodas para su hija, pagando el total en efectivo, lo que alarma un poco a Lowery. Sin embargo, en lugar de depositar el dinero de Cassidy en el banco, se lo entrega a Marion para que lo haga, quien huye impulsivamente con el dinero, queriendo utilizarlo para pagar las deudas de Sam y casarse con él. Conduce hasta el pequeño pueblo de Fairvale, California, donde vive Sam, y le paga a California Charlie (John Anderson), un vendedor de autos usados, para que le cambie su auto por uno nuevo después de que un agente de la patrulla de carreteras (Mort Mills) revise su matrícula. Sin darse cuenta, se desvía de la carretera principal y llega al Motel Bates. Se registra con el propietario, Norman Bates (Anthony Perkins), quien tímidamente la invita a cenar. Tras envolver el dinero restante en un periódico, Marion escucha una acalorada discusión entre Norman y su madre sobre dejar entrar a Marion a casa.
Durante la cena, Marion conversa con Norman, quien dice estar atrapado por su obligación con su madre, que padece una enfermedad mental. Se da cuenta de que ella también está atrapada en una "trampa privada" y solo puede escapar de ella asumiendo la responsabilidad del robo de dinero. Le sugiere amablemente a Norman que interne a su madre en un hospital psiquiátrico, a lo que él se niega rotundamente. Ella le da las buenas noches y regresa a su habitación. Allí, se desviste mientras Norman observa a través de una mirilla oculta en la pared de su oficina. Decidida a compensar a su jefe, Marion hace algunos cálculos basándose en cuánto le ha costado la escapada. Luego se da una ducha. De repente, una figura misteriosa entra en el baño y apuñala a Marion hasta la muerte. Creyendo que su madre ha cometido el asesinato, Norman mete el cadáver desnudo y la cortina de la ducha (y sin saberlo, el dinero) en el maletero del auto de Marion y lo hunde en un pantano cercano.
El clímax revela que Norman asesinó a Marion bajo el control de una personalidad alternativa que adopta la forma de su madre, a quien había asesinado diez años atrás.

### Diferencias con la novela
En la novela, se llama Mary Crane, es originaria de Dallas, Texas, y muere después de que Norman la decapite con el cuchillo en la ducha. Su nombre se cambió a Marion en la película debido a que una Mary Crane real residía en Phoenix, Arizona, en la época que se rodó la película.

## Recepción
Marion fue interpretada por Janet Leigh en la película Psicosis de 1960 y por Anne Heche en la nueva versión de 1998. Leigh fue nominada al Óscar a la mejor actriz de reparto y ganó el Globo de Oro a la mejor actriz de reparto. Heche fue nominada al Razzie a la peor actriz. Rihanna interpetó a Marion en la quinta y última temporada de la serie de televisión Bates Motel, una precuela contemporánea de la película Psicosis de 1960.

## Apariciones

### Novelas
- Psycho (1959, como "Mary Crane")
- Psycho II (1982, mencionada)

### Películas
- Psicosis (1960)
- Psicosis II (1983, en flashback)
- Psicosis III (1986, en flashback)
- Psicosis IV (1990, mencionada)
- Psicosis (1998)

### Televisión
- Bates Motel (2017, dos episodios)